# And Then There Were 7 (Prison Break)
And Then There Were 7 este al  episod al serialului de televiziune Prison Break, al  al sezonului 1.